# Pierrick Gillereau
Pierrick Gillereau (né le 25 octobre 1968 à Poitiers) est un coureur cycliste français, professionnel en 1994.

## Biographie
De 1988 à 1990, Pierrick Gillereau évolue au Cycle Poitevin. 
En 1991, il intègre la structure Antony Berny Cycliste en région parisienne. Durant cette saison, il remporte notamment le championnat régional d'Île-de-France. Il se distingue également avec l'équipe de France amateurs en terminant troisième de la dernière étape du Tour du Limousin, derrière Jean-Claude Colotti et Luc Leblanc,. L'année suivante, il finit deuxième de Paris-Barentin et troisième de Nantes-Segré. 
En 1993, il se classe deuxième du Circuit boussaquin, troisième du Tour du Béarn et septième du Tour de la Vallée d'Aoste. Il passe ensuite professionnel en 1994 au sein de la formation Catavana-AS Corbeil-Essonnes-Cedico. Au mois d'aout, il obtient son meilleur résultat en prenant la sixième place du Tour du Poitou-Charentes. Sa saison est toutefois entachée par un contrôle positif à la nandrolone sur l'Étoile de Bessèges. En fin d'année, son équipe ne parvient pas à se maintenir au niveau professionnel. Pierrick Gillereau revient alors chez les amateurs en 1995 au club Antony Berny Cycliste. Il termine sa carrière en 1998 à l'AC Châtellerault. 
En 2001, lors du procès de Poitiers, il est condamné à une amende de 4 000 francs dans le cadre d'une affaire relative à un trafic de pot belge.

## Palmarès
- 1990
  - Pédale d'Or de Ligugé
  - 2e de Tercé-Tercé
  - 3e du Tour de la Creuse
  - 3e de la Route d'Or du Poitou
- 1991
  - Championnat d'Île-de-France
  - Bol d'Or des Amateurs
  - Flèche Charente Limousine
  - 2e du Tour de la Creuse
  - 2e de la Pédale d'Or de Ligugé
- 1992
  - 2e de Paris-Barentin
  - 3e de Nantes-Segré
- 1993
  - 2e du Circuit boussaquin
  - 3e du Tour du Béarn
- 1995
  - Tour de l'Eure[5] :
    - Classement général
    - 1re étape

  - 2e de Paris-Mantes
  - 2e du Tour de Corrèze
  - 2e du Tour du Béarn
- 1997
  - Tour Loire Pilat
  - 2e du Grand Prix d'Oradour-sur-Vayres
  - 3e de l'Essor breton
- 2005
  - 2e de l'Étape du Tour